# Olanchito
Koordinaten: 15° 29′ N, 86° 34′ W
Olanchito ist eine Stadt im Departamento Yoro in Honduras.

## Geschichte
Die Eroberung von Honduras begann mit der Ankunft mehrerer Expeditionskommandos, die von Hernán Cortés ausgeschickt worden waren, um die Herrschaft Spaniens über Zentralamerika auszubauen. 
1525 wurde durch seine Verfügung die Stadt Truxillo, ein wichtiger Hafen am Atlantik und erste Hauptstadt von Honduras, gegründet. Sie diente als Außenposten für die Kolonisierung des Olancho Valley im Landesinneren.
Zwischen Hernando de Saavedra, dem Gouverneur von Honduras, und dem Gouverneur Nicaraguas, Pedrarias Davila, entbrannte ein Streit um die reichen Goldvorkommen. Nach mehreren Scharmützeln zwischen rivalisierenden Gruppen wurde das Gebiet schließlich von Spanien kontrolliert und die Stadt San Jorge de Olancho gegründet. Nachdem die indigene Bevölkerung misshandelt worden war und unerwartet rebellierte, griffen die Spanier den Ort an und zerstörten ihn vollständig.
Während der Rebellion starb Kapitän Juan de Grijalva, einer der Eroberer des Azteken-Reichs. Die Überlebenden wurden zerstreut, einige gingen 1526 in die Stadt „Border von Caceres“, andere in das Aguan-Tal.
Indessen blühte die Bergbaustadt Olancho, die riesigen Mengen an Gold und Silber, die hier produziert wurden, wurden in den Häfen von Truxillo und Puerto Caballos verschifft. 
Im Jahr 1611 wurde die Stadt San Jorge de Olancho vollständig zerstört. Mehrere Honduraner Historiker schreiben es einem Vulkanausbruch oder einem Erdbeben zu, und einige Legenden göttlichen Ursachen. Die Überlebenden dieser Katastrophe wanderten in andere Gebiete aus, wie es ihre Vorfahren ein Jahrhundert zuvor schon getan hatten. Einige gründeten die Stadt Juticalpa und zogen nach San Jorge de Olanchito und Truxillo.
Das genaue Gründungsdatum der heutigen Stadt Olanchito ist nicht bekannt, kann aber zwischen 1613 und 1620 stattgefunden haben. 1657 wurde „Santa Barbara“  von Kapitän Pedro de Aliendo und Subiñas gegründet, „Santa Cruz“ im Jahre 1682 von Don Johannes vom Kreuz.
Im Jahr 1797 gab es noch einen Krieg zwischen Spanien und England.

## Persönlichkeiten
- Rony Martínez (* 1987), Fußballspieler